# Ramusella fusiformis
Ramusella fusiformis är en kvalsterart som först beskrevs av Wallwork 1961.  Ramusella fusiformis ingår i släktet Ramusella och familjen Oppiidae. Inga underarter finns listade i Catalogue of Life.